# La donna del mare (film 1984)
La donna del mare è un film drammatico del 1984 diretto da Sergio Pastore, liberamente ispirato al dramma omonimo di Henrik Ibsen.

## Trama
Sposata a un medico e madre di due figlie, una donna ripensa continuamente alla relazione avuta con un marinaio; costretta a scegliere, decide di restare col marito.